# Until We Meet Again
Until We Meet Again (en tailandés: ด้ายแดง; RTGS: Dai daeng; lit. 'El hilo rojo') es una serie de televisión BL tailandesa protagonizada por Natouch Siripongthon (Fluke) y Thititwat Ritpraser (Ohm). Adaptada y dirigida por Siwaj Sawatmaneekul y producida por Studio Wabi Sabi sus 16 episodios se emitieron entre el 9 de noviembre de 2019 y el 1 de marzo de 2020 a través de LINE TV. Basada en la novela The Red Thread ด้ายแดง escrita por LazySheep la trama muestra a una pareja de estudiantes universitarios que descubren ser la reencarnación de dos antiguos amantes que se suicidaron cuando sus familias no aceptaron su relación sentimental homosexual.
La serie obtuvo una amplia repercusión internacional especialmente en el Sudeste Asiático e Hispanoamérica, tras su estreno subtitulado en YouTube, donde algunos episodios han superado los 8 millones de reproducciones. Debido a ello tanto su director como la autora de la novela confirmaron la realización de una nueva serie, basada en los personajes secundarios Win y Team pero con la aparición de prácticamente todo el elenco protagonista original, titulada Between Us que se estrenó en 2022.

## Sinopsis
Korn e Intouch eran estudiantes universitarios en Bangkok hace treinta años. Intouch, atraído por la belleza y personalidad silenciosa y oscura de Korn, decidió entrar en la vida del joven pese a saber que era el hijo de una de las personas más influyentes de la mafia de la capital. Al principio Korn decidió mostrarse distante con Intouch pero, poco a poco, la personalidad alegre y vivaz del joven le acabó conquistando. En una época en la que la homosexualidad era algo inaceptable, más aún en el caso de familias con negocios turbios, los padres se ambos jóvenes se oponen con toda firmeza condenando su relación. Pese a que Intouch decide pelear por la relación Korn tira la toalla lo que desemboca en el suicidio de ambos en presencia de sus padres. Su historia termina en tragedia pero, haciendo caso de una antigua tradición, durante el funeral ambos se ven entrelazados por un hilo rojo que simboliza su unión incluso después de muertos.
En la actualidad Pharm, un joven de 19 años recién regresado a Tailandia, comienza sus estudios universitarios en la capital. A lo largo de toda su vida ha sentido la falta de una persona a su lado sin encontrar una explicación plausible ya que en su entorno abundan los amigos y las relaciones sociales sanas. Recurrentemente tiene sueños tristes y angustiosos que lo hacen despertar con la cara llena de lágrimas, tiene miedo a los sonidos fuertes como las explosiones y tiene una marca de nacimiento en la sien. Dean, otro joven de 21 años en su tercer año de unidad, ostenta el puesto de presidente del club de natación. También el siente la falta de una persona en su vida y desde la niñez ha buscado a alguien cuya cara se le aparece recurrentemente en sueños pero no puede recordar al estar despierto. Sin embargo un encuentro fortuito entre ambos hará que se den cuenta que ambos son la persona que estaban buscándose mutuamente. El hilo rojo del destino que unió a Korn e Intouch en una vida pasada es la que vuelve a unir a Pharm y Dean en esta nueva generación con un pasado que, quizá, no valga la pena recordar pero que se convierte en un amor inolvidable.

## Reparto

### Principal
- Natouch Siripongthon (Fluke) - Pharm, un estudiante de 19 años aspirante a chef, reencarnación de Intouch (pertenece a la familia de Korn, siendo Korn su tío paterno)
- Thitiwat Ritprasert (Ohm) - Dean, un estudiante de 21 años presidente del club de natación, reencarnación de Korn (pertenece a la familia de Intouch, siendo su madre la sobrina de Intouch y su abuela la hermana mayor de Intouch)
- Katsamonnat Namwirote (Earth) - Intouch, el yo pasado de Pharm, de carácter optimista y alegre quien confía en perdurar su relación con Korn
- Noppakao Dechaphatthanakun (Kao) - Korn, el yo pasado de Dean, hijo de una importante figura de la mafia de quien su padre espera que siga la tradición familiar pese a su oposición

### Secundarios
- Warut Chawalitrujiwong (Prem) - Team, mejor amigo de Pharm y miembro del club de natación
- Noppanut Guntachai (Boun) - Win, mejor amigo de Dean y miembro del club de natación
- Samantha Melanie Coates - Manaow, mejor amiga de Pharm y Team y miembro del club de teatro con Del la hermana de Dean
- Supadach Wilairat (Bosston) - Pruk, un guapo miembro del club de natación
- Pannin Charnmanoon (Pineare) - Del, hermana menor de Dean y Don
- Wanut Sangtianprapai (Mix) - Don, hermano menor de Dean y hermano mayor de Del
- Phachara Suansri (Ja) - Sin, primo de Pharm
- Naphat Vikairungroj (Na) - Sorn, amigo de Dean y novio de Sin
- Songsit Roongnophakunsri - Señor Wongnate, padre de Dean
- Sinjai Plengpanich - Alin, madre de Dean y sobrina de Intouch
- Tarika Thidathit - An, hermana mayor de Intouch y abuela de Dean
- Savitree Suttichanond (Beau) - An de adulta
- Ploy Sornarin - An de joven
- Nirut Sirijanya - Señor Ariyasakul, padre de Korn
- Phollawat Manuprasert - Krit, hermano de Korn, padre de Sin y tío de Pharm
- Kirati Puangmalee (Title) - Krit
- Phiravich Attachitsataporn (Mean) - Alex
- Surat Permpoonsavat (Yacht) - Mew, miembro del club de natación

### Actores invitados
- Saranwut Chatjaratsaeng (Ball) - Phoom, hermano menor de Pharm
- Tanapon Sukumpantanasan (Perth) - Mejor amigo de Intouch
- Vittawin Veeravidhayanant (Best) - Dej, miembro de club de cocina
- Rathavit Kijworalak (Plan) - Amigo de la facultad de Dean
- Napat na Ranong (Gun) - Amigo de la facultad de Dean

## Banda sonora
| Título                                    | Artista                                                  |
| ----------------------------------------- | -------------------------------------------------------- |
| «I Found You»                             | Dome Jaruwat                                             |
| «Until We Meet Again»                     | Boy Sompob                                               |
| «Until We Meet Again» (versión en Inglés) | Boy Sompob                                               |
| «Until We Meet Again»                     | Namcha                                                   |
| «Luckiest Boy»                            | Boy Sompob                                               |
| «Luckiest Boy» (versión en Inglés)        | Boy Sompob                                               |
| «Or We Have Met»                          | Noppanut Guntachai (Boun)                                |
| «I Want To Tell You»                      | Samantha Melanie Coates                                  |
| «Still Have Me»                           | Catnap                                                   |
| «From This Day Forward»                   | Arunpong Chaiwinit                                       |
| «We’ll Always Meet Again»                 | Natouch Siripongthon (Fluke) & Thitiwat Ritprasert (Ohm) |

## Recepción
En IMDb la serie, computados 1.289 votos, obtiene una media ponderada de 8 sobre 10.